# ГЕС Наруде/Шін-Наруде
ГЕС Наруде/Шін-Наруде (成出発電所/新成出発電所) – гідроелектростанція в Японії на острові Хонсю. Знаходячись між ГЕС Цубакіхара/Шін-Цубакіхара (вище по течії) та ГЕС Акао (32,5 МВт), входить до складу каскаду на річці Shō, яка на захід від міста Тояма впадає до затоки Тояма (Японське море). 

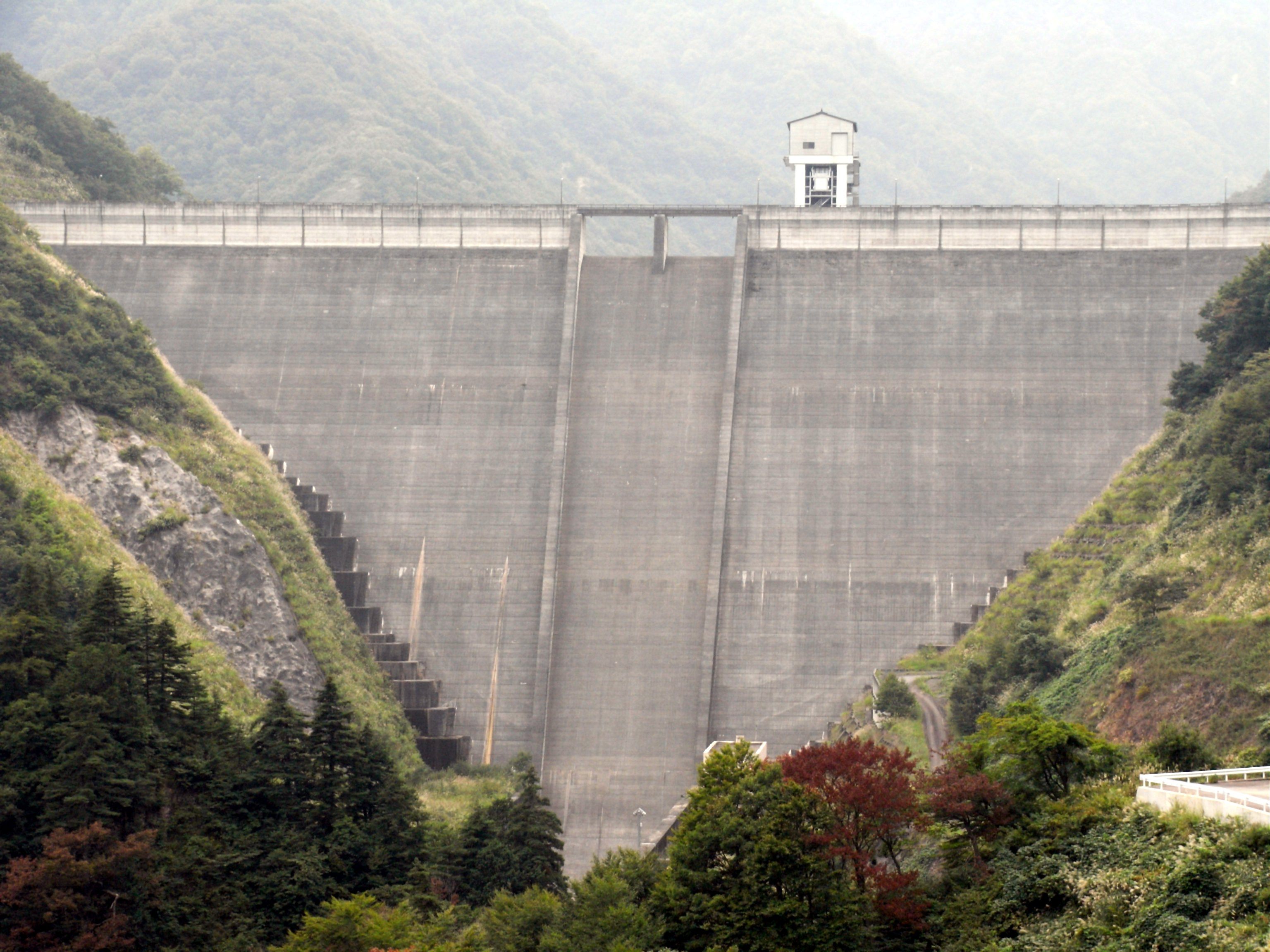
Гребля Сакаігава

В межах гідрокомплексу працюють два машинні зали, котрі живляться від однієї й тієї ж греблі Наруде. Ця бетонна гравітаційна споруда, яка має висоту 53 метра та довжину 190 метрів, потребувала 103 тис м3 матеріалу. Вона утримує водосховище з площею поверхні 0,62 км2 і об’ємом 9,7 млн м3, з яких до корисного об’єму відносяться 3,2 млн м3. Окрім власного стоку, сюди подається ресурс із лівої притоки Shō річки Сакігава, на якій зведена бетонна гравітаційна греблі висотою 115 метрів та довжиною 298 метрів, котра потребувала 713 тис м3 матеріалу та створила резервуар з площею поверхні 1,6 км2 і об’ємом 59,9 млн м3, з яких до корисного об’єму відносяться 56,1 млн м3. Для перекидання води від Сакігави прокладено тунель довжиною понад 3 км.

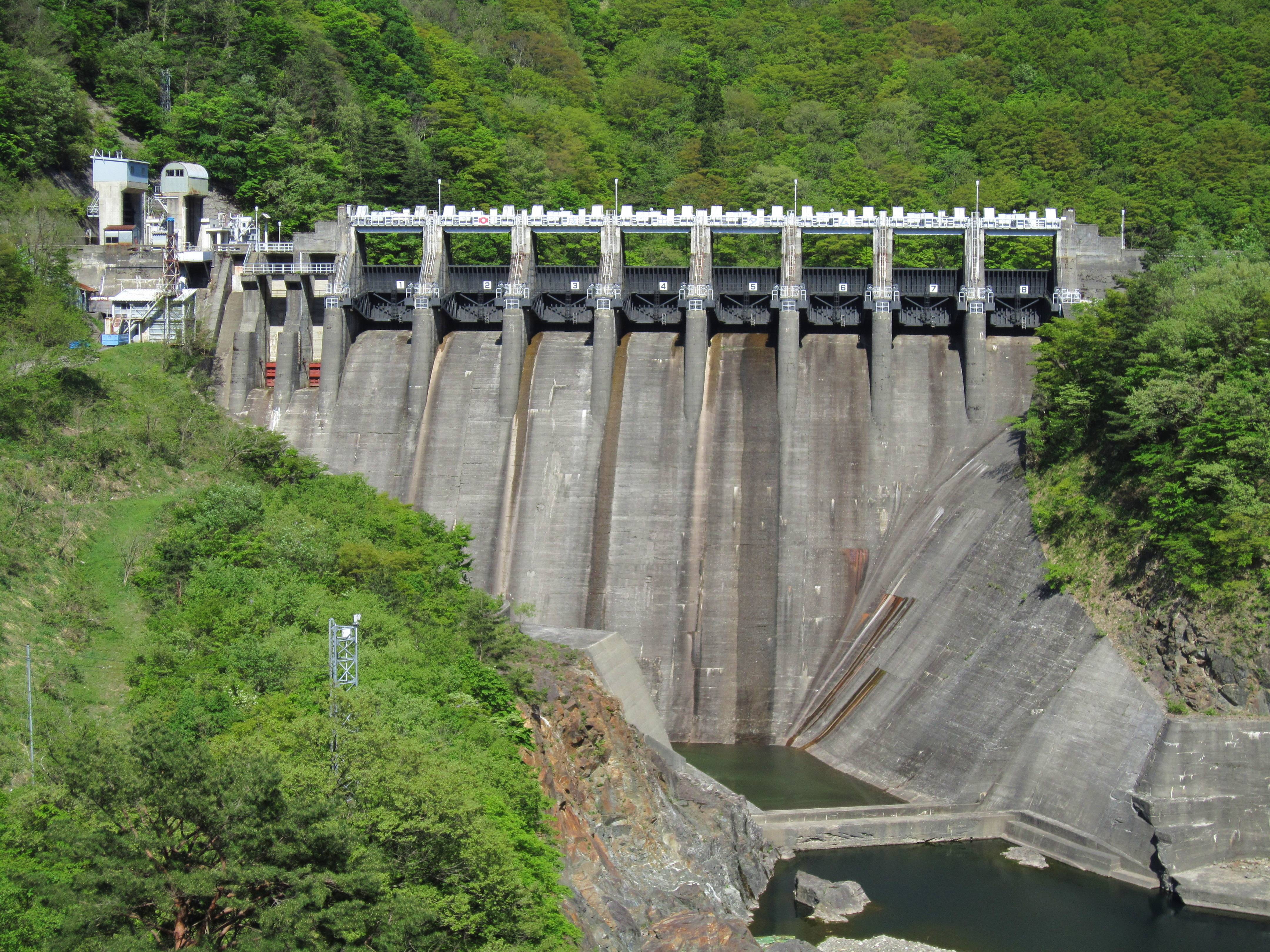
Гребля Наруде

Обидва машинні зали розташовані на правому березі Shō за кілька сотень метрів від греблі, при цьому відстань до них по руслу річки становить понад 1,3 км. Перший зал, введений в експлуатацію на початку 1950-х, живиться через тунель довжиною 0,25 км з діаметром 5 метрів, який переходить у два напірні водоводи довжиною по 0,15 км зі спадаючим діаметром від 3,5 до 3,2 метра. На нього також працює вирівнювальний резервуар висотою 33 метра з діаметром 24 метра. Запущений в середині 1970-х другий зал отримує воду через дещо коротший тунель довжиною 0,16 км з діаметром 6,4 метра, який переходить у напірний водовід довжиною 0,13 км зі спадаючим діаметром від 6,4 до 4,4 метра. 
У першому залі працюють дві турбіни типу Френсіс загальною номінальною потужністю 35 МВт, які використовують напір у 53 метра. Другий зал обладнали однією турбіною типу Френсіс потужністю 60 МВт (номінальна потужність станції Шін-Наруде рахується як 58,2 МВт), котра використовує такий саме напір у 53 метра.